# Zájmové sdružení obcí Podkletí
Zájmové sdružení obcí Podkletí je zájmové sdružení právnických osob v okresu Český Krumlov, jeho sídlem je Křemže a jeho cílem je soustředění sil a prostředků při prosazování záměrů přesahujících rozsahem a významem možnosti jednotlivých účastnických obcí. Sdružuje celkem 6 obcí a byl založen v roce 2000.

## Obce sdružené v mikroregionu
- Srnín
- Brloh
- Nová Ves
- Křemže
- Holubov
- Zlatá Koruna